# Brabo Antwerpen
Brabo Antwerpen was een Belgische volleybalclub.

## Historiek
De club werd elf keer landskampioen. Haar eerste landstitel behaalde Brabo in het seizoen 1957-'58 en haar laatste in het seizoen 1967-'68. Daarnaast werd eenmaal de Beker van België gewonnen, met name in het seizoen 1967-'68.
In 1977 werd aangekondigd dat Brabo er mee zou stoppen, waarna de club werd overgenomen door de Breese Volleybalclub. In 1980 volgde de samensmelting van beide clubs tot Brabo Bree, de nieuwe fusieclub behield stamnummer 47 van Brabo Antwerpen.

## Palmares
- Landskampioen: 1958, 1959, 1960, 1961, 1962, 1963, 1964, 1965, 1966, 1967 en 1968
- Bekerwinnaar: 1968

## Bekende (ex-)spelers
- Eric Baeten
- Pim Bossaerts
- Roger Ceulemans
- Bob Clauwaert
- Jan Goddaert
- Willy Gommeren
- Hugo Huybrechts
- Simon Mintiens
- Wilfried Muyldermans
- Horatio Nicolau
- Ronny Van de Wal
- Ronny Van Rie
- Leo Verhoeven